# ラサール・ジャパン・プロパティ・ファンド
ラサール・ジャパン・プロパティ・ファンドは、ラサール・インベストメント・マネージメントが運用する、オープン・エンド型私募コアファンドである。

## 概要
ファンドは、日本の不動産を投資対象としたオープン・エンド型の私募コアファンドで、大手機関投資家を含む国内投資家から約600億円のエクイティ出資コミットメントを得た。国内大手金融機関を中心としたシンジケートローンをあわせると、約1,000億円の資産をシードポートフォリオとしてスタートした。
投資対象は主として4大都市圏（東京、大阪、名古屋、福岡）に立地するオフィス、物流施設、賃貸住宅、商業施設
2021年3月19日に資産総額1,500億円、2021年11月16日に資産総額1650億円、計24物件に達した。